# Castle Malgwyn
Koordinaten: 52° 3′ 38″ N, 4° 36′ 24″ W
Castle Malgwyn („Castell Malgwyn“) ist ein Ort in Pembrokeshire, Wales. Am 10. August 1875 gab es dort eine Flutwelle, durch die zwei Menschen ums Leben kamen.

## Das Unglück
Vom 6. bis 10. August 1875 fielen im Einzugsgebiet des River Teifi 4,46 Inch (=113 mm) Regen. Durch die Fluten wurden drei Stauteiche etwas oberhalb von Cardigan überflutet, sodass sie brachen. 50 Häuser wurden von den Wassermassen überflutet, beschädigt oder zerstört. Dabei ertranken zwei Menschen.